# Н. Огнёв
Н. Огнёв (иногда также «Николай Огнёв», настоящее имя Михаил Григорьевич Розанов, 14 [26] июня 1888—22 июня 1938) — русский советский детский писатель, педагог.

## Биография
Родился в Москве в семье присяжного поверенного Григория Ивановича Розанова. Учился в Поливановской гимназии.
В 1906 начал публиковать в газетах рассказы, написанные под влиянием Л. Андреева, Ф. Сологуба и А. Белого, в которых говорится о трупах, мертвецах, могилах, вампирах; в том же году был арестован за нелегальную деятельность. 
После годового заключения написал цикл стихов «Тюремные зоны», который был опубликован за подписью «Мих. Розанов» в 1911 года в журнале «Весна».
С 1910 года работал педагогом в Обществе попечения об учащихся детях Бутырского района Москвы. В это время он активно занимался журналистикой, сотрудничал с газетой «Столичная молва», где в 1912-1914 годы опубликовал более 40 небольших рассказов, этюдов, очерков. 
В своих первых произведениях («Фонари», «Левое крыло», «Двенадцать душ») писатель рисовал жертв социальных порядков, которые существовали тогда в России, и призывал к активной борьбе за учреждение справедливых основ жизни. В других ранних рассказах («Двенадцатый час», «Братья Дубовские», «Отряд белой розы»), Огнёв пытался раскрыть трагедию души, отторгнутой от жизни общества. 
В 1916 году призван в армию, служил писарем.
После революции продолжил работу с детьми, основал первый театр для детей в Москве и написал для него много пьес, которые позже ставились и в других городах. В 1921—1924 работал в Московских детских колониях. В 1925 собрал свои рассказы в сборник и с тех пор посвятил себя только литературному труду. Вошёл в группу конструктивистов, а позднее в группу «Перевал».
В 1925-1926 годах Н.Огнев работал над повестью о советской школе 1920-х.  Журнальный  вариант назывался «Дневник Кости Рябцева» (с подзаголовком «1923/1924 учебный год. Картины из жизни школы второй ступени»; первоначальное название «Гибель лорда Дальтона»). Опубликована повесть была в журнале «Красная новь». Отдельной книгой она вышла в 1927 году практически одновременно в двух издательствах: «Гослитиздате» и «Молодой гвардии»; была переведена на иностранные языки и вышла за рубежом. 
В 1981 году повесть экранизирована режиссером Геннадием Полокой под названием «Наше призвание». 
В продолжение Огнёв написал ещё повесть «Исход Никпетожа» (1928) и роман «Три измерения» (1929—1932). 
В 1937 году преподавал в Литературном институте. Умер 22 июня 1938 года после непродолжительной болезни.
После смерти был надолго забыт, и только с середины 1960-х начались переиздания его произведений.
Брат Сергей тоже был детским писателем. Михаил Розанов взял себе псевдоним Огнёв, потому что они с братом писали для одного театра.
Сын — Всеволод Михайлович Розанов (1915—1985).  Учился в Литинституте (годы учебы 1937–1941). Участник Великой Отечественной войны (инструктор политотдела). В 1945–1949 годы — главный редактор Берлинского радио, начальник отдела культуры управления информации СВАГ. Первый переводчик с немецкого произведений Германна Гессе, Ганса Фаллады. Был дружен с Борисом Заходером. Был женат на Елизавете Борисовне Ауэрбах.
Внук — Михаил Всеволодович Розанов (1940–2012), географ, кандидат географических наук, диссидент. Правнучка — Елизавета Михайловна Розанова (род. в 1972)

## Сочинения
- Собрание сочинений. М., «Федерация», 1928—1929.
- Рассказы, 1925
- Дневник Кости Рябцева, 1927, вторая, дополненная редакция — 1929
- Следы динозавра, 1928
- Тайна двоичного счисления, 1929
- Костя Рябцев в вузе : продолжение нашумевшей кн. «Дневник Кости Рябцева», 1929.
- Исход Никпетожа, 1930
- Гуманность, рассказ, 1932
- Комиссар и Ершист, 1932
- Крушение антенны, 1933
- Три измерения, ГИЗ,1933
- Конец фабрики ангелов, 1933.
- Рассказы, 1938
- Из литературных архивов. Письма 1926-31 // «Новый мир», 1964, № 10

## Экранизации
- Наше призвание, Беларусьфильм, 1981, реж. Геннадий Полока
- Я — вожатый форпоста, Беларусьфильм, 1986, реж. Геннадий Полока

## Пародии
- Александр Архангельский написал на «Дневник Кости Рябцева» пародию под названием «Ежегодник Кости Рябцева».[5]